# Zdzisław Wspaniały
Zdzisław Wspaniały (ur. 2 kwietnia 1935 w Sosnowcu, zm. 20 listopada 1998 w Wołominie) – polski piłkarz występujący na pozycji pomocnika, trener piłkarski.

## Kariera piłkarska
Seniorską karierę rozpoczynał w Stali Sosnowiec. W 1954 roku awansował z klubem do I ligi. W  1955 roku rozegrał w I lidze cztery spotkania w barwach Stali. W 1956 roku przeszedł do Śląska Wrocław, z którym awansował wówczas do II ligi. W 1958 roku wrócił do Stali Sosnowiec, a następnie przez dwa lata występował w Polonii Warszawa. W 1961 roku został piłkarzem Gwardii Warszawa, z którą awansował do I ligi. W barwach Gwardii Wspaniały grał do 1965 roku, rozgrywając w tym okresie 44 mecze w I lidze. 

### Statystyki piłkarskie
W I lidze rozegrał 66 mecze i zdobył 3 bramki jako zawodnik dwóch klubów:
- Stali Sosnowiec - 22 mecze i 2 bramki
- Gwardia Warszawa - 44 mecze i 1 bramka

| Sezon     | Klub             | Liga          | Mecze | Gole | Uwagi                  |
| --------- | ---------------- | ------------- | ----- | ---- | ---------------------- |
| 1953/1954 | Stal Sosnowiec   | Puchar Polski | ?     | 3    | półfinał               |
| 1954      | Stal Sosnowiec   | II liga       | ?     | ?    | awans do I ligi        |
| 1954/1955 | Stal Sosnowiec   | Puchar Polski | 1     | 0    |                        |
| 1955      | Stal Sosnowiec   | I liga        | 4     | 0    | wicemistrzostwo Polski |
| 1956      | Śląsk Wrocław    | III liga      | ?     | ?    |                        |
| 1957      | Śląsk Wrocław    | II liga       | ?     | ?    |                        |
| 1958      | Stal Sosnowiec   | I liga        | 18    | 2    | spadek do II ligi      |
| 1959      | Polonia Warszawa | II liga       | ?     | ?    |                        |
| 1960      | Polonia Warszawa | II liga       | ?     | ?    |                        |
| 1961      | Gwardia Warszawa | II liga       | ?     | ?    |                        |
| 1962      | Gwardia Warszawa | I liga        | 10    | 0    |                        |
| 1962      | Gwardia Warszawa | Puchar Polski | 1     | 0    |                        |
| 1962/1963 | Gwardia Warszawa | I liga        | 16    | 0    |                        |
| 1962/1963 | Gwardia Warszawa | Puchar Polski | ?     | ?    |                        |
| 1963/1964 | Gwardia Warszawa | I liga        | 16    | 1    |                        |
| 1963/1964 | Gwardia Warszawa | Puchar Polski | ?     | ?    |                        |
| 1964/1965 | Gwardia Warszawa | I liga        | 2     | 0    |                        |
|           | suma             | III liga      | ?     | ?    |                        |
|           | suma             | II liga       | ?     | ?    |                        |
|           | suma             | I liga        | 66    | 3    |                        |
|           | suma             | Puchar Polski | ?     | ?    |                        |

## Kariera trenerska
Po zakończeniu kariery piłkarskiej był trenerem Okęcia Warszawa, Marymontu Warszawa, Hutnika Warsawa, Gwardii Warszawa, Bugu Wyszków, Huraganu Wołomin, Pilicy Warka i Jedności Żabieniec.

## Życie prywatne
Jego bratem był Waldemar, siatkarz i trener siatkarski.

## Sukcesy
- wicemistrzostwo Polski 1955 ze Stalą Sosnowiec
- awans do I ligi 1961 z Gwardią Warszawa
- awans do II ligi 1956 z CWKS Wrocław
- półfinał Pucharu Polski 1954 ze Stalą Sosnowiec
- ćwierćfinał Pucharu Polski 1965 z Gwardią Warszawa